# Tilo von Wilmowsky

Barbara von Wilmowsky geb. Krupp und Tilo von Wilmowsky.

Tilo von Wilmowsky (geboren 3. März 1878 in Hannover; gestorben 28. Januar 1966 in Essen-Bredeney; vollständiger Name: Karl Adolf Thilo Freiherr von Wilmowsky) war ein deutscher Verwaltungsjurist, Rittergutsbesitzer und Industrieller.

## Leben

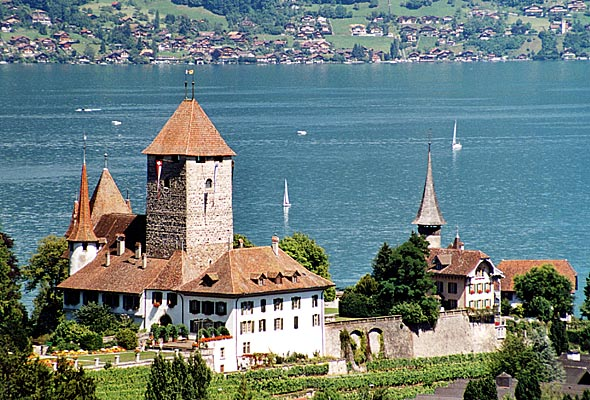
Wilmowsky war in seiner Kindheit häufig in Schloss Spiez, der Sommerfrische des Großvaters

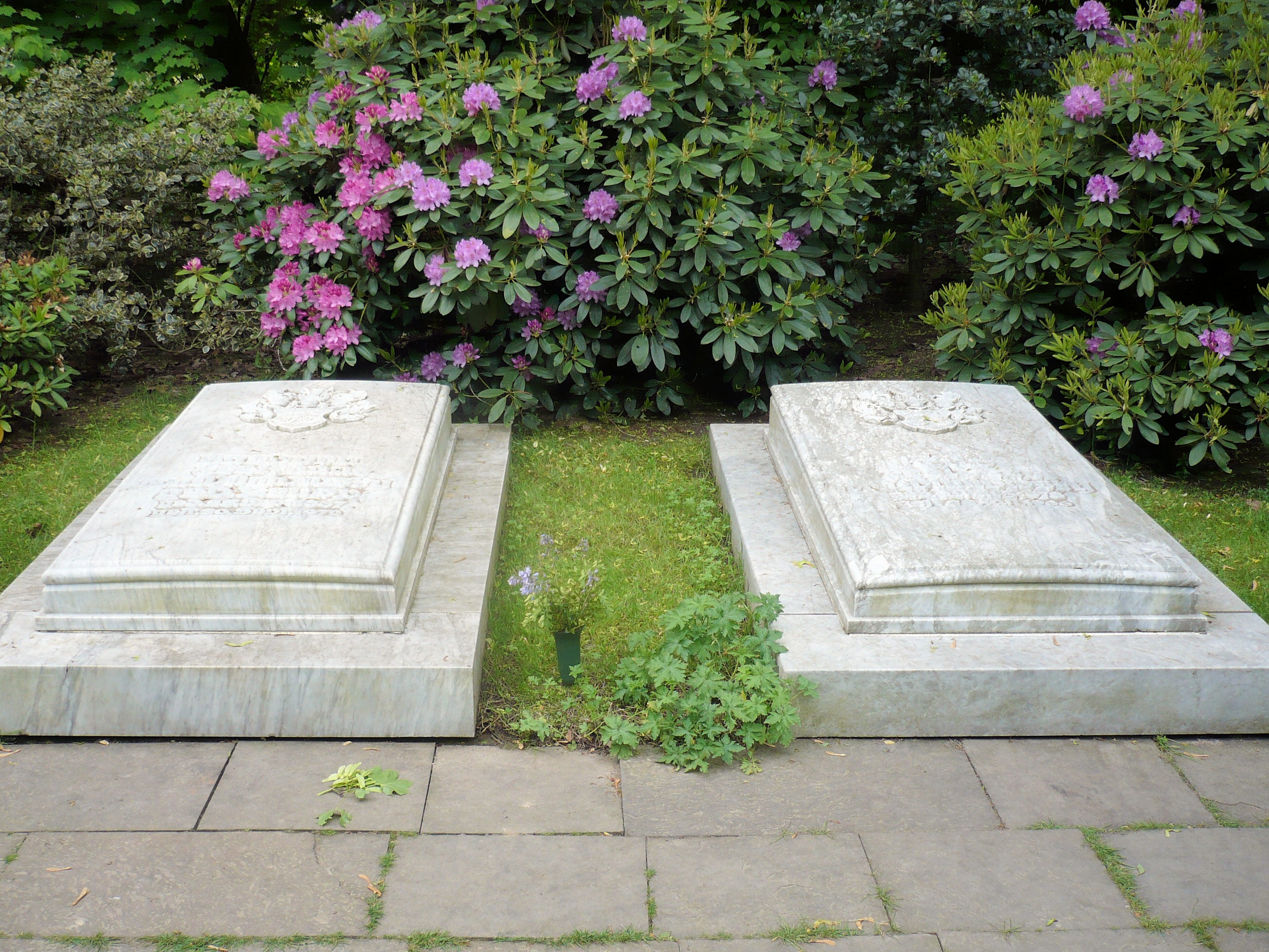
Grabplatten für Tilo von Wilmowsky und seine Frau Barbara geb. Krupp auf dem Familienfriedhof Krupp in Essen-Bredeney

Sein  Vater Kurt von Wilmowsky war 1894/95 Leiter der Reichskanzlei. Seine Mutter war Auguste von Wilke. Tilo von Wilmowsky legte sein Abitur am Französischen Gymnasium in Berlin ab und studierte anschließend Jura an den Universitäten München, Göttingen, Halle (Saale) sowie in Großbritannien. In Göttingen schloss er sich 1898 dem Corps Saxonia an.
Nach bestandenem Staatsexamen und anschließendem Referendariat arbeitete von Wilmowsky zunächst als Hilfsarbeiter im preußischen Innenministerium. Er heiratete am 7. Mai 1907 in der Villa Hügel in Essen Barbara Krupp, die zweite Tochter von Friedrich Alfred Krupp und seiner Frau Margarethe. Aus der Ehe gingen sechs Kinder hervor: Ursula (1908–1975), Friedrich (1911–1988), Renate (* 1914), Kurt (1916–1940), Brigitte (1918–2006) und Reinhild (1925–2011). Die Familie lebte auf Schloss Marienthal in der Nähe von Eckartsberga in der Provinz Sachsen, dem 1893 erworbenen Rittergut der Familie, das 1910 durch den Architekten Paul Schultze-Naumburg umgebaut wurde. Das Gut wurde von einem Pächter bewirtschaftet, gleichwohl wurde Wilmowsky neben seiner Funktion als Landrat in Merseburg (1913 bis 1919) ein Interessenvertreter der Entwicklung der landwirtschaftlichen Infrastruktur und Technik.
Während des Ersten Weltkriegs war er von 1915 bis 1918 als Chef der deutschen Zivilkanzlei unter den Generalgouverneuren Moritz von Bissing und Ludwig von Falkenhausen ins Generalgouvernement Belgien abgeordnet und entwarf, wie er später selbstkritisch feststellte, Annexionspläne zur Einverleibung französischer Industriegebiete. Zum Kronrat des Kaisers am 11. September 1917 sei hingegen für den Generalgouverneur von Falkenhausen eine ausführliche Denkschrift ausgearbeitet worden, die nur mehr eine Zollunion forderte.
1919 schied er aus dem Staatsdienst aus. Von 1920 bis 1933 wirkte er als Vorsitzender des Landbundes und zugleich von 1922 bis 1933 als Vizepräsident der Landwirtschaftskammer in der Provinz Sachsen. Er schuf das Reichskuratorium für Technik in der Landwirtschaft, dem er als Präsident von 1922 bis 1933 vorstand. Während der siebenmonatigen Haft seines Schwagers Gustav Krupp im Jahr 1923 führte er die Friedrich Krupp AG, dessen stellvertretender Aufsichtsratsvorsitzender er seit dem 9. Dezember 1918 war, Aufsichtsratsmitglied war er seit dem 3. Dezember 1910. Von 1925 bis 1930 führte er die DNVP-Fraktion im Provinziallandtag der Provinz Sachsen. Seine Abkehr vom deutschnationalen Kurs Alfred Hugenbergs im Jahr 1929 war allerdings nur halbherzig, die Machtübergabe an Hitler begleitete er mit einem leise zweifelnden „ich glaube, er hat den guten Willen“ (Tagebucheintrag am 1. Januar 1934).
Seit 1925 führte er für zehn Jahre den Wirtschaftsverband Mitteldeutschland. 1930 war er kurzzeitig Mitglied des Preußischen Staatsrates, von 1931 bis 1933 stellvertretender Vorsitzender des Bund zur Erneuerung des Reiches (Lutherbund), der eine umfassende Verfassungs- und Verwaltungsreform planen sollte, mit der die preußische Dominanz im Deutschen Reich zurückgedrängt werden sollte.
Von 1931 bis 1944 leitete Wilmowsky als Vorsitzender des Präsidiums den Mitteleuropäischen Wirtschaftstag, einen Interessenverband der führenden deutschen Unternehmen und Verbände, der langfristig auf eine wirtschaftliche Vereinigung Mittel- und Südosteuropas unter der Kontrolle der deutschen Wirtschaft hinarbeitete. Im Herbst 1932 nahm er das ihm vom Kabinett Papen angebotene Amt eines Oberpräsidenten der Provinz Sachsen nicht an. Das Amt war infolge der Absetzung der demokratischen preußischen Staatsregierung Braun-Severing nicht besetzt.
1933 wurde er durch die Nationalsozialisten aus den öffentlichen Ämtern gedrängt, trat aber dennoch 1937 der NSDAP bei und gehörte „rückblickend“ zu denen, die „ausharrten, um Schlimmeres zu verhindern“. Er blieb Mitglied im Verwaltungsrat der Reichsbahn und war damit und mit dem Vorsitz beim Mitteleuropäischen Wirtschaftstag und dem stellvertretenden Aufsichtsratsvorsitz bei Krupp auch im Nationalsozialismus ein einflussreicher Wirtschaftsführer. Nach dem gescheiterten Attentat vom 20. Juli 1944 wurden er und seine Frau Barbara inhaftiert. Ihm wurde die Teilnahme am Reusch-Kreis vorgeworfen sowie Goerdelers Tagebuchaufzeichnungen, die in die Hände der Gestapo fielen, über ein Gespräch, an dem auch Johannes Popitz und Ulrich von Hassell teilgenommen hatten. Obwohl ihm eine direkte Beteiligung am Attentat nicht nachgewiesen werden konnte, wurde er vom Polizeigefängnis Halle für sechs Wochen in das Zellengefängnis Lehrter Straße und danach ins KZ Ravensbrück überstellt. Er überlebte den elftägigen Marsch der KZ-Häftlinge nach Schwerin und kehrte nach der Befreiung nach Marienthal zurück.
Nach Kriegsende versuchte das Ehepaar, das Gut Marienthal zu halten, nachdem aber die Region von den Amerikanern an die sowjetische Besatzungsmacht übergeben worden war, stieg der politische Druck enorm an, sodass sie im Zuge der Bodenreform aufgrund der Größe des landwirtschaftlichen Gutes von über 100 Hektar enteignet und vertrieben wurden. Sie kamen zunächst in ihrem Waldgut in Buchenau bei Bad Hersfeld unter. Später lebten sie in einem großzügig umgebauten ehemaligen Torhüterhaus im Park der Villa Hügel in Essen.
Beim Krupp-Prozess wurde er als Zeuge der Verteidigung gehört. Sein Schwager wurde verurteilt und er schrieb eine Kampfschrift gegen die Nürnberger Prozesse, die 1950 veröffentlicht wurde, kurz bevor Alfried Krupp von Bohlen und Halbach am 31. Januar 1951 begnadigt wurde.
Er gehörte auch nach dem Krieg dem Krupp-Direktorium an. Bis zu seinem Tode hatte er einen Sitz im Familienrat. Bei der Trauerfeier im Februar 1966 in der Villa Hügel würdigte der damalige Bundespräsident Heinrich Lübke Tilo von Wilmowsky, den er seit mehr als vierzig Jahren persönlich kannte, als einen Mann des Ausgleichs, der Freiheit und der Verständigung der Menschen. Die Beisetzung fand auf dem Kruppfriedhof des Bredeneyer Friedhofes statt.

## Ehrungen
1953 wurde Wilmowsky mit dem Großen Verdienstkreuz der Bundesrepublik Deutschland ausgezeichnet. Tilo von Wilmowsky wurde von der Friedrich-Schiller-Universität Jena mit der Ehrendoktorwürde ausgezeichnet.
Das Kuratorium für Technik und Bauwesen in der Landwirtschaft (KTBL) als Nachfolgeorganisation des von Wilmowsky geleiteten Reichskuratoriums für Technik in der Landwirtschaft vergibt seit 1978 die Tilo-Freiherr-von-Wilmowsky-Medaille und ehrt damit „Persönlichkeiten, die wertvolle Impulse zum Wohle der landwirtschaftlich tätigen Menschen gegeben haben, dem KTBL in seiner Zielsetzung gedient sowie den agrartechnischen Fortschritt nachhaltig gefördert haben. Die Dotierung umfasst die Medaille im Wert von ca. EUR 1.500 und eine Urkunde“.

## Enkelin
Wilmowskys Enkelin Barbara Rogers hat sich im Jahr 2001 an einem Projekt beteiligt, in dem sie über die Nachwirkungen der Lebenslügen in der Familie Krupp über  Zwangsarbeit und Holocaust reflektierte.

## Schriften
- Entstehung, Tätigkeit und Zukunftsaufgaben der Verbindungsstellen des Deutschen Landwirtschaftsrates. Deutsche Verlags-Gesellschaft, Berlin 1933.
- Warum wurde Krupp verurteilt? Legende und Justizirrtum. Vorwerk, Stuttgart 1950; 3. rev. A. Econ, Düsseldorf 1962.
- Meine Jagderinnerungen. Selbstverlag, Ebersteinburg 1958.
- Rückblickend möchte ich sagen... An der Schwelle des 150jährigen Krupp-Jubiläums. Stalling, Oldenburg 1961; Nachdruck: Münster-Hiltrup 1990, ISBN 3-7843-1331-0.